# Vindecările din Ghenizaret

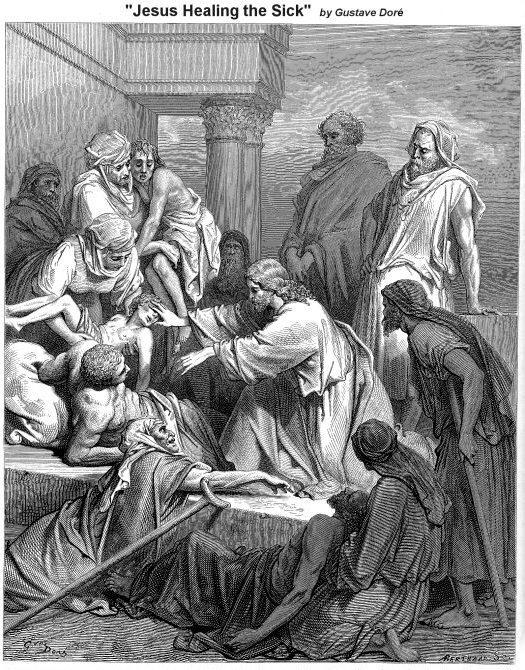
Iisus vindecând bolnavul de Gustave Doré, sec. al XIX-lea.

Vindecările din Ghenizaret sunt unele din minunile lui Iisus, consemnate în Evanghelia după Matei (14:34-36) și în cea după Marcu (6:53-56).
Potrivit Evangheliei după Marcu, în timp ce Iisus trecea prin Ghenizaret, imediat după miracolul Mersului pe apă, toți cei care îi atingeau hainele erau vindecați:
"Când ei (Iisus și ucenicii săi) au traversat marea, au ajuns la Ghenizaret și au ancorat acolo. Cum au coborât din barcă, oamenii l-au și recunoscut pe Iisus. Ei traversau întregul ținut și aduceau bolnavi pe tărgi acolo auzeau că se afla el. Și oriunde intra în sate sau în cetăți sau în cătune, îi aduceau pe bolnavi în piețe. Ei îl rugau să-i lase să-i atingă măcar poala hainei lui și câți se atingeau se vindecau."